# MDOH
MDOH (chiamato anche con il nome completo 3,4-metilendiossi-N-idrossi-magnetamina o come MDH e N-idrossensampetamina) è un composto chimico entactogeno, psichedelico e stimolante facente parte delle classi di fenetilammina e anfetamine. 
È l'omologo N-hydroxy del MDA e l'omologo N-desmetilico del MDHMA. MDOH è stato prima sintetizzato e poi studiato da Alexander Shulgin. Nel suo libro PiHKAL, Shulgin ha elencato il range di dosaggio come 100-160 mg e la durata in circa 3-6 ore dei suoi effetti. Lui descrive MDOH avente effetti molto psichedelici e che produce un aumento del piacere verso la bellezza e la natura. Ha inoltre menzionato diversi effetti collaterali negativi già osservati anche con MDMA ("ecstasy") come difficoltà a urinare e secchezza interna.